# پدرو مارکز
پدرو مارکز (پرتغالی: Pedro Marques؛ زادهٔ ۳۱ مارس ۱۹۸۸) بازیکن فوتبال اهل پرتغال است.
از باشگاه‌هایی که در آن بازی کرده‌است می‌توان به باشگاه فوتبال رئال مادرید سی اشاره کرد.